# Цвіркун візантійський
Цвіркун візантійський (Pseudomogoplistes buzantius) — вид комах з родини Mogoplistidae.

## Морфологічні ознаки
Довжина тіла (у самиць, не враховуючи довжини яйцекладу) 9-12 мм. Тіло однотонне, сірувато-жовте, покрите сірими зі сріблястим відблиском лусочками. Безкрилі. Передньоспинка поперечна, її передній і задній краї ввігнуті. Передні гомілки без слухових отворів. Яйцеклад 4,8-5 мм, довгий і тонкий, на вершині без зубчиків. Від близьких видів відрізняється будовою генітального апарату самця.

## Поширення
Єдиний вид роду в фауні України. Ареал виду реліктовий, диз'юнктивний. Поширений у Східному Середземномор'ї (Греція, о. Тасос) та в Україні (південний Крим, Ялта і Кара-Даг).

## Особливості біології
Біологія виду потребує дослідження. Відомо, що личинки зустрічаються до середини серпня, дорослі комахи — з середини серпня до вересня. Як і інші представники роду, віддають перевагу диким кам'янистим пляжам на узбережжях морів. Мешкають у щілинах між камінням, рідше — під шаром мертвих водоростей.

## Загрози та охорона
Чисельність виду зменшується через скорочення площ та надмірне рекреаційне використання диких кам'янистих пляжів ПБК.
Необхідно створювати заказники у місцях перебування виду в Україні.